# Hitomi Honda
Pour les articles homonymes, voir Honda (homonymie).
Hitomi Honda (本田仁美, Honda Hitomi), née le 6 octobre 2001 dans la préfecture de Tochigi, est une chanteuse, idole et actrice japonaise connue pour avoir fait partie des Teams 8 et A du groupe d'idoles japonaises AKB48. Elle est également connue pour avoir fait partie du girl group sud-coréo-japonais Iz*One. Depuis 2024, elle est membre du girl group sud-coréen Say My Name.

## Carrière
Hitomi auditionne pour l'équipe 8 d'AKB48 en 2014, à l'âge de 12 ans. Elle y est acceptée et représente la préfecture de Tochigi.
En 2018, Hitomi participe à l'émission Produce 48. Après s'être classée neuvième, elle devient membre du groupe d'idoles coréennes et japonaises Iz*One. Sa carrière chez AKB48 est alors mise en pause  jusqu'à la fin de ses contrats avec Iz*One, le 29 avril 2021. De ce fait, elle retourne au Japon.
Également en 2018, Hitomi participe à son premier single au sein d'AKB48 depuis ses débuts en 2014, intitulé No Way Man.
En 2021, c'est à son deuxième single pour AKB48, intitulé Ne mo Ha mo Rumor, qu'elle participe. Il s'agit de sa première participation à un single du groupe depuis son retour de Corée du Sud.
En octobre 2021, Hitomi lance sa propre gamme de maquillage coréo-japonaise appelée « Notone ».
Le 22 février 2022, il est annoncé que pour la première fois de sa carrière, Hitomi sera la center du 59e single d'AKB48 dont la sortie est prévue pour le 18 mai.
En août 2023, Hitomi annonce son départ d'AKB48 dans les mois à venir. Son concert final s'est tenu le 26 janvier 2024 au Pacifico Yokohama National Convention Hall de Yokohama.
En septembre 2024, Hitomi annonce son retour dans l'industrie de la K-pop en tant que membre du nouveau girl group sud-coréen Say My Name, formé par le label iNKODE Entertainment et produit par Kim Jae-joong.

## Discographie

### Singles avec AKB48
| Année | Titre                      | Notes |
| ----- | -------------------------- | --- |
| 2014  | 47 no Suteki na Machi e    | Face B de Kokoro no Placard. |
| 2014  | Seifuku no Hane            | Face B de Kibouteki Refrain. |
| 2015  | Aisatsu Kara Hajimeyou     | Face B de Green Flash. |
| 2015  | Kegarete Iru Shinjitsu     | Face B de Bokutachi wa Tatakawanai. |
| 2015  | Amanojaku Batta            | Face B de Kuchibiru ni Be My Baby. |
| 2016  | Yume e no Route            | Face B de Tsubasa wa Iranai. |
| 2016  | Hoshizora o Kimi ni        | Face B de High Tension. |
| 2017  | Ikiru Koto Ni Nekkyou Wo!  | Face B de 11gatsu no Anklet. |
| 2018  | Atarashii Chime            | Face B de Teacher Teacher. |
| 2018  | Nami ga Tsutaeru Mono      | Face B de Sentimental Train. |
| 2018  | No Way Man                 | Face A. Première face A depuis ses débuts en 2014. |
| 2019  | Hitsuzensei                | Face B de Jiwaru DAYS. Collaboration entre des membres d'AKB48, d'Iz*One, de Nogizaka46 et de Keyakizaka46 (IZ4648) ; Honda est mentionnée comme membre d'Iz*One. |
| 2021  | Ne mo Ha mo Rumor          | Face A. |
| 2021  | Seikoutoutei               | Face B de Ne mo Ha mo Rumor. |
| 2022  | Moto Kare desu             | Face A. Position de center. |
| 2022  | Okubyou na Namake Mono     | Face B de Moto Kare desu. Position de center. |
| 2022  | Hisashiburi no Lip Gloss   | Face A. |
| 2022  | Sugar Night                | Face B de Hisashiburi no Lip Gloss. Position de center. |
| 2023  | Doushitemo Kimi ga Suki da | Face A. Position de center. |
| 2023  | Sayonara Janai             | Face B de Doushitemo Kimi ga Suki da. |
| 2023  | Idol Nanka Janakattara     | Face A. |

### Albums studio avec AKB48
| Année | Titre                                      | Notes  | Album                            |
| ----- | ------------------------------------------ | ------ | -------------------------------- |
| 2015  | Henachoko Support                          | Face B | Koko ga Rhodes da, Koko de tobe! |
| 2015  | Isshō no Aida ni Nannin to Deaeru no darou | Face B | 0 to 1 no Aida                   |

### Crédits musicaux
| Année | Titre                          | Artiste | Album         | Autre(s) crédit(s)            |
| ----- | ------------------------------ | ------- | ------------- | ----------------------------- |
| 2019  | Really Like You                | Iz*One  | Heart*Iz      | YOSKE, Kim Min-ju, Alive Knob |
| 2020  | Merry-Go-Round                 | Iz*One  | Oneiric Diary | e.one                         |
| 2020  | Merry-Go-Round (Japanese Ver.) | Iz*One  | Oneiric Diary | e.one                         |
| 2020  | With*One                       | Iz*One  | Oneiric Diary | Iz*One                        |
| 2020  | La Vie en Rose (Japanese Ver.) | Iz*One  | Twelve        | Aucun(s)                      |

## Filmographie

### Séries
| Année | Titre                                 | Titre original        | Rôle             | Note(s)         |
| ----- | ------------------------------------- | --------------------- | ---------------- | --------------- |
| 2022  | Hokuo Kojirase Nikki                  | 北欧こじらせ日記      | Otori Shimako    | Rôle principal  |
| 2023  | Saikou no Kyoushi Watashi wa Seito ni | 最高の教師 私は生徒に | Enami Misato     | Rôle secondaire |
| 2024  | Patisserie MON                        | パティスリーMON       | Tsukahara Kiyomi | Rôle secondaire |

## Source de la traduction
- (en) Cet article est partiellement ou en totalité issu de l’article de Wikipédia en anglais intitulé « Hitomi Honda » (voir la liste des auteurs).